# Microsoft Windows SDK
Microsoft Windows SDK và tiền nhiệm của nó, Platform SDK và .NET Framework SDK là bộ phát triển phần mềm (SDK) của Microsoft chứa tài liệu, các header file, các thư viện, các mẫu và công cụ cần thiết để phát triển các ứng dụng trên Microsoft Windows cũng như .NET Framework. Platform SDK chuyên được sử dụng để phát triển các ứng dụng chạy trên Windows 2000, XP và Windows Server 2003. .NET Framework SDK thì chỉ dành riêng cho việc phát triển các ứng dụng .NET Framework 1.1 và .NET Framework 2.0. Windows SDK là sự kế thừa của cả hai, hỗ trợ phát triển các ứng dụng cho Windows XP và mới hơn như .NET Framework 3.0 và mới hơn nữa.

## Chức năng
Platform SDK là sự kế thừa của Microsoft Windows SDK đầu trên Windows 3.1x và Microsoft Win32 SDK trên Windows 9x. Nó được phát hành vào năm 1999 và là SDK lâu đời nhất. Platform SDK chứa các trình biên dịch, công cụ, tài liệu, các header file, các thư viện và các mẫu cần thiết để phát triển phần mềm trên IA-32, x64 và kiến trúc CPU IA-64. Tất nhiên .NET Framework SDK ra đời cùng với .NET Framework. Bắt đầu với Windows Vista, Platform SDK, .NET Framework SDK, Tablet PC SDK và Windows Media SDK được thay thế bằng một bộ phát triển hợp nhất mới có tên là Windows SDK. Tuy nhiên nó không bao gồm .NET Framework 1.1 SDK vì .NET Framework 1.1 không hỗ trợ Windows Vista. (Windows Media Center SDK dành cho Windows Vista được cung cấp riêng.) DirectX SDK đã được hợp nhất vào Windows SDK trong phiên bản Windows 8.
Windows SDK cho phép người dùng chỉ định các thành phần sẽ được cài đặt và đường dẫn cài đặt chúng. Nó được tích hợp với Visual Studio nên nhiều bản sao của các thành phần mà cả hai có đều không được cài đặt sẵn. Tuy nhiên, có một số lưu ý về khả năng tương thích nếu một trong hai cách xa nhau về thời điểm phát triển. Thông tin hiển thị có thể được lọc theo nội dung, chẳng hạn như chỉ hiển thị nội dung Windows Vista mới hoặc hiển thị nội dung về .NET Framework hoặc chỉ hiển thị nội dung cho một ngôn ngữ hoặc công nghệ cụ thể.
Các bản Windows SDK được cung cấp miễn phí và đã từng có trên Microsoft Download Center nhưng sau đó đã được chuyển sang MSDN vào năm 2012.
Một nhà phát triển có thể muốn sử dụng SDK cũ hơn vì một số lý do cụ thể. Ví dụ: Windows Server 2003 Platform SDK được phát hành vào tháng 2 năm 2003 là SDK cuối cùng có hỗ trợ đầy đủ cho Visual Studio 6.0. Một số phiên bản PSDK cũ hơn vẫn có thể được tải xuống từ Microsoft Download center, với những phiên bản khác cũ hơn thì có thể được đặt bằng đĩa CD/DVD.
| Tên                                                                                                   | Mã phiên bản | Mã bản dựng        | Ngày phát hành | Tải xuống | Ghi chú |
| --- | ------------ | ------------------ | -------------- | --------- | --- |
| Microsoft Windows Software Development Kit                                                            | 3.1          | ?                  | ?              | ?         | |
| Microsoft Windows Software Development Kit                                                            | 3.11         | ?                  | ?              | ?         | |
| Microsoft Win32 Software Development Kit                                                              | 3.1          | ?                  | ?              | ?         | |
| Microsoft Win32 Software Development Kit                                                              | 3.5          | ?                  | ?              | ?         | |
| Microsoft Win32 Software Development Kit                                                              | 3.51         | ?                  | ?              | ?         | |
| Microsoft Win32 Software Development Kit                                                              | 4.0          | ?                  | ?              | ?         | |
| Có trong Visual Studio 6                                                                              | ?            | 5.0.1636.1         | 1998-06        | ?         | |
| Microsoft Platform SDK tháng 4, 1999                                                                  | ?            | ?                  | 1999-04        | ?         | Đĩa CD-ROM đăng ký MSDN. Platform SDK cuối cùng có thể cài đặt chính thức trên Windows 95                                                                            |
| Microsoft Platform SDK tháng 9, 1999                                                                  | ?            | ?                  | 1999-09        | ?         | Đĩa CD-ROM đăng ký MSDN. Platform SDK cuối cùng có hỗ trợ đầy đủ cho Visual C++ 5.0                                                                                  |
| Microsoft Platform SDK tháng 2, 2001                                                                  | ?            | ?                  | 2001-02        | ?         | |
| Microsoft Platform SDK tháng 6, 2001                                                                  | ?            | ?                  | 2001-06        | ?         | Đĩa CD-ROM đăng ký MSDN. Platform SDK cuối cùng được phát triển chính thức cho Windows 95. (Không phải cài đặt chính thức trên Windows 95)                           |
| Microsoft Platform SDK tháng 8, 2001                                                                  | ?            | 5.1.2601.0         | 2001-08        |           | Đĩa CD-ROM đăng ký MSDN. Platform SDK cuối cùng được phát triển không chính thức cho Windows 95. (Không phải cài đặt chính thức trên Windows 95)                     |
| Microsoft Platform SDK tháng 11, 2001                                                                 | ?            | 5.2.3590.2         | 2001-11        |           | |
| Microsoft Platform SDK tháng 5, 2002                                                                  | ?            | 5.2.3639.1         | 2002-05        |           | |
| Microsoft Platform SDK tháng 7, 2002                                                                  | ?            | 5.2.3663.0         | 2002-07        |           | |
| Microsoft Platform SDK tháng 8, 2002                                                                  | ?            | 5.2.3672.1         | 2002-08        |           | |
| Microsoft Platform SDK tháng 11, 2002                                                                 | ?            | 5.2.3718.1         | 2002-11        |           | |
| Microsoft Platform SDK tháng 2, 2003                                                                  | ?            | 5.2.3790.0         | 2003-02        |           | Phiên bản cuối cùng có hỗ trợ VC6 và là phiên bản mới nhất có hỗ trợ Windows 95 và Windows 98.                                                                       |
| .NET Framework SDK phiên bản 1.1                                                                      | ?            | 1.1.4322.573       | 2003-03-29     |           | Có sẵn trong Visual Studio 2003. Không bao gồm Platform SDK. |
| Microsoft Platform SDK cho Windows XP SP2                                                             | ?            | 5.1.2600.2180      | 2004-08        |           | Giới thiệu strsafe.h |
| Windows Server 2003 SP1 Platform SDK                                                                  | ?            | 5.2.3790.1830.15   | 2005-05-02     |           | |
| Windows Server 2003 R2 Platform SDK                                                                   | ?            | 5.2.3790.2075.51   | 2006-03-14     |           | Đề xuất bởi MS để làm việc với VS6 |
| .NET Framework 2.0 Software Development Kit                                                           | ?            | 2.0.50727.42       | 2006-11-29     |           | Có sẵn trong Visual Studio 2005 Professional. Không bao gồm Platform SDK.                                                                                            |
| Microsoft Windows Software Development Kit cho Windows Vista và .NET Framework 3.0 Runtime Components | v6.0         | 6.0.6000.16384     | 2006-10-30     | ?         | Các trình biên dịch C++ trong SDK này hỗ trợ khóa /analyze. |
| Microsoft Windows Software Development Kit Update cho Windows Vista                                   | v6.1         | 6.1.6000.16384.10  | 2007-03-22     |           | Lần đầu tiên hợp nhất .NET và Platform SDK. Không hỗ trợ Visual Studio .NET 2003 và Microsoft Visual C++ Toolkit 2003                                                |
| Có sẵn trong Visual Studio 2008                                                                       | v6.0a        | 6.1.6723.1         | 2007-11-19     |           | |
| Windows SDK cho Windows Server 2008 và .NET Framework 3.5                                             | v6.1         | 6.0.6001.18000.367 | 2008-02-05     |           | .NET Framework 3.5 |
| Microsoft Windows SDK cho Windows 7 và .NET Framework 3.5 SP1                                         | v7.0         | 6.1.7600.16385     | 2009-07-24     |           | |
| Có sẵn trong Visual Studio 2010                                                                       | v7.0a        | 6.1.7600.16385     | 2010-04-12     |           | .NET Framework 4. chỉ hoạt động với Visual Studio 2010 và không hỗ trợ Visual Studio 2010 Express. Đây cũng là phiên bản cuối cùng có tài liệu tích hợp ngoại tuyến. |
| Microsoft Windows SDK cho Windows 7 và .NET Framework 4                                               | v7.1         | 7.1.7600.0.30514   | 2010-05-19     | ,         | Đây là phiên bản mới nhất hỗ trợ Windows XP chính thức. |
| Có sẵn trong Visual Studio 2012 Update 1 (hoặc mới hơn)                                               | v7.1A        | 7.1.51106          | ?              | ?         | Giới thiệu bộ công cụ nền tảng "v110_xp" |
| Microsoft Windows SDK cho Windows 8 và .NET Framework 4.5                                             | v8.0         | 6.2.9200.16384     | 2012-11-15     |           | .NET Framework 4.5, các ứng dụng Windows Store và DirectX SDK tích hợp                                                                                               |
| Có sẵn trong Visual Studio 2012                                                                       | v8.0A        | 8.0.50727          | ?              | ?         | |
| Windows Software Development Kit (SDK) cho Windows 8.1                                                | v8.1         | 8.100.25984.0      | 2013-10-17     |           | Windows 8.1, .NET Framework 4.5.1, các ứng dụng Windows Store và DirectX SDK tích hợp                                                                                |
| Có sẵn trong Visual Studio 2013                                                                       | v8.1A        | 8.1.51636          | ?              | ?         | Bao gồm bộ công cụ nền tảng "v120_xp" |
| Windows Standalone SDK cho Windows 10                                                                 | v10          | 10.0.10240.0       | 2015-07-29     |           | Có sẵn trong Visual Studio 2015 |
| Windows Standalone SDK cho Windows 10, phiên bản 1511                                                 | v10          | 10.0.10586.212     | 2015-11-30     |           | Có sẵn trong cả Visual Studio 2015 Update 1 & 2 |
| Windows Standalone SDK cho Windows 10, phiên bản 1607                                                 | v10          | 10.0.14393.795     | 2016-08-02     |           | Có sẵn trong cả Visual Studio 2015 Update 3 |
| Windows Standalone SDK cho Windows 10 Creators Update, Version 1703                                   | v10          | 10.0.15063.0       | 2017-04-05     |           | Có sẵn trong Visual Studio 2017 phiên bản 15.1 |
| Windows 10 SDK cho Fall Creators Update, phiên bản 1709                                               | v10          | 10.0.16299.15      | 2017-10-10     |           | Có sẵn trong Visual Studio 2017 phiên bản 15.4 |
| Windows 10 SDK cho cập nhật tháng 4, 2018 - phiên bản 1803                                            | v10          | 10.0.17134.0       | 2018-05-08     |           | Có sẵn trong Visual Studio 2017 phiên bản 15.7 |
| Windows 10 SDK cho cập nhật tháng 10, 2018 - version 1809                                             | v10          | 10.0.17763.0       | 2018-10-02     |           | Có sẵn trong Visual Studio 2017 phiên bản 15.8 |
| Windows 10 SDK cho Windows 10, phiên bản 1903                                                         | v10          | 10.0.18362.0       | 2019-05-21     |           | Có sẵn trong Visual Studio 2019 |
| Windows 10 SDK cho Windows 10, phiên bản 2004                                                         | v10          | 10.0.19041.0       | 2020-05-12     |           | |
| Windows 10 SDK cho Windows 10, phiên bản 2004                                                         | v10          | 10.0.19041.685     | 2020-12-16     |           | Cập nhật dịch vụ |
| Windows 10 SDK cho Windows 10, phiên bản 21H1                                                         | v10          | 10.0.20348.0       | 2021-05-25     |           | |
| Windows 10 SDK cho Windows 11                                                                         | v10          | 10.0.22000.194     | 2021-10-04     |           | |

| Phiên bản                                              | Tính năng đã xóa |
| ------------------------------------------------------ | --- |
| Windows SDK for Windows 7 và .NET Framework 3.5 SP1    | - capicom.dll (CAPICOM không được sử dụng nữa) - iacom.dll - ialoader.dll - msistuff.exe - perflibmig.exe - permcalc.exe - secutil.exe - windowssideshowvirtualdevice.exe (thay thế bởi DeviceSimulatorforWindowsSideShow.msi) - wpfperf.msi (hiện đã được tích hợp vào trong bộ Windows Performance Toolkit) - xamlpad.exe (XAMLPad) |
| Windows SDK for Windows 7 và .NET Framework 4          | - UISpy.exe (Thay thế bởi các công cụ mới hơn) - Wpt_arch.msi - Managed code samples (Chuyển vào trong Thư viện mẫu mã) - DExplore document viewer (Có thể được cài đặt riêng) |
| Windows Software Development Kit (SDK) cho Windows 8   | - Môi trường xây dựng dòng lệnh gồm: - Windows SDK Platform Toolset - Visual C++ Compilers và C Runtime (CRT) - Windows SDK Configuration Tool - Các công cụ và tham chiếu hợp ngữ các phiên bản cũ hơn 4.5 của .NET Framework - Apatch.exe - Bind.exe - Checkv4.exe - Consume.exe - DeviceSimulatorForWindowsSideShow.msi - Err.exe - FDBrowser.exe - FXCopSetup.exe - Guidgen.exe - Make-Shell.exe - MDbg.exe - Mpatch.exe - MSIZap.exe - PTConform.exe - ReBase.exe - sddlgen.exe - setenv.cmd - SetReg.exe - SoapSuds.exe - Sporder.exe - TcpAnalyzer.exe - TSPDesigner.exe - UTL2IDL.exe - ValidateSD.exe - VirtualLightSensor.exe - WinDiff.exe - WpfPerf.exe - Toàn bộ mẫu Windows (di chuyển tới Thư viện mẫu mã) - Microsoft Help Viewer - Tài liệu chú thích IntelliSense XML cho tham số hợp ngữ của .NET Framework |
| Windows Software Development Kit (SDK) cho Windows 8.1 | Không có |
| Windows Software Development Kit (SDK) cho Windows 10  | Không có |